# Hibiscus lobatus
Hibiscus lobatus là một loài thực vật có hoa trong họ Cẩm quỳ. Loài này được (Murray) Kuntze mô tả khoa học đầu tiên năm 1898.